# Narodi svijeta N
Narodi svijeta N
Naga. Ostali nazivi:
- Lokacija: Nagaland i Mjanmar
- Jezik/porijeklo: Plemena: Angami, Anal, Ao, Chakhesang, Chang, Chiru, Chothe, Kacha, Kharam, Khemungan, Koireng,  Konyak, Lamkang, Liangmai, Lotha, Mao, Maram, Maring, Monsang, Moyon, Phom, Pochury, Poumai, Puimei, Rengma, Rongmei, Sangtam, Sema, Tangkhul, Tarao, Yimchunger, Zeliang, Zemei.
- Populacija (2007):

Nagajbaki. Ostali nazivi: Нагайбаки (ruski)
- Lokacija:
- Jezik/porijeklo:
- Populacija (2007):

Nanajci, Нанайцы →Goldi
Natuhajci.
- Lokacija: obalo Crnog mora
- Jezik/porijeklo: pripdaju Čerkezima
- Populacija:
- Kultura:

Negidalci. Ostali nazivi: sebe zovu ilkan beyenin ili elekem beye ili amgun beyenin. Негидальцы (ruski)
- Lokacija:
- Jezik/porijeklo:
- Populacija (2007):

Nenci →Samojedi
Ngái. Ostali nazivi:
- Lokacija: Vijetnam
- Jezik/porijeklo:
- Populacija:
- Kultura:

Nijemci. Ostali nazivi: Немцы (ruski)
- Lokacija: Njemačka
- Jezik/porijeklo: njemački jezik, germanska grana
- Populacija: 75-160 milijuna

Nganasanii. Ostali nazivi: Tavgi. Zapadni ili Avam Nganasani sebe zovu nyaa ~ n'aa -- 'brat', Нганасаны (ruski)
- Lokacija:
- Jezik/porijeklo:
- Populacija (2007):

 Nikšići, crnogorsko pleme u Hercegovini
Nivhi. Ostali nazivi: Giljaci, Нивхи, Гиляки (ruski)
- Lokacija: otok Sahalin
- Jezik/porijeklo:
- Populacija (2007):

Nizozemci. Ostali nazivi:
- Lokacija:  Nizozemska
- Jezik/porijeklo: nizozemski jezik, germanska grana
- Populacija: 15 milijuna

Nogajci. Ostali nazivi: sebe zovu nogai (noghai), Ногайцы (ruski)
- Lokacija:
- Jezik/porijeklo:
- Populacija (2007):

Norvežani. Ostali nazivi:
- Lokacija: Norveška (4,318.000), ukupno u 12 država: SAD (855.000), Kanada (52.000), Ekvador (13.000), Danska (10.000), Švedska (4.300), Ujedinjeno Kraljevstvo (6.900), Svalbard (1.100), Španjolska (6.200)
- Jezik/porijeklo: norveški (riksmål), germanska skupina, nema dijalekata. Drugi landsmål, govorni jezik ruralnog područja.
- Populacija (2007.): 5,268.000

Nu. Ostali nazivi: Nusu, Anu i Along.
- Lokacija: Yunnan, Kina.
- Jezik/porijeklo: jezik skupine, lolo, tibetsko-burmanski, ima tri dijalekta, središnji, južni i sjeverni. Potomci naroda Luluman i naroda iz Gongshana koji su se stopili međusobnim ženidbama u novu grupu.
- Populacija (2007): 30,000

Nùng. Ostali nazivi:
- Lokacija: Vijetnam, Kina
- Jezik/porijeklo:
- Populacija:
- Kultura: